# Collectif pour un drapeau commun
 (septembre 2023).
- Si vous ne connaissez pas le sujet, laissez ce bandeau (vous pouvez alors contacter les auteurs).
- Si vous supprimez le contenu mis en cause (vous pouvez préalablement contacter les auteurs),

argumentez précisément cette suppression dans la page de discussion
(un manque de référence n'est pas un argument ; une recherche réelle de référence doit avoir été effectuée, être formellement documentée).

Proposition de graphie de drapeau commun arborée par le Collectif (détails de la symbolique).

Le Collectif pour un drapeau commun a été fondé en juillet 2010 en Nouvelle-Calédonie par des personnes issues de la société civile.
Ce Collectif s'inscrit à plus d'un égard dans la lignée apartisane et citoyenne des Indignés ou plus généralement dans le mouvement de contestation mondial qui dénonce localement un pouvoir politique corrompu ou incompétent et revendique une légitimité réellement démocratique.
Il regroupe plusieurs milliers de membres et sympathisants autour du thème un drapeau commun pour un destin commun.
C'est un mouvement citoyen et populaire, promouvant la recherche commune d’un drapeau rassembleur et conforme à l'Accord de Nouméa, symbole identitaire du pays.
Il s'est fait connaître en diffusant une proposition de graphie issue d'un concours organisé sur Internet.

## Origines du mouvement

### L'Accord de Nouméa
L’Accord de Nouméa est un texte fondateur quant à la mise en place des institutions locales, des signes identitaires, et l'avenir politique de la Nouvelle-Calédonie.
Il a été approuvé en 1998 par 72 % des suffrages exprimés lors d’un scrutin ayant enregistré un taux de participation record de 74 %.
L'Accord indique notamment :
- « Il est aujourd’hui nécessaire de poser les bases d'une citoyenneté de la Nouvelle-Calédonie, permettant au peuple d'origine de constituer avec les hommes et les femmes qui y vivent une communauté humaine affirmant son destin commun ».

L’Accord indique aussi à l'alinéa 1 :
- « Des signes identitaires du pays, nom, drapeau, hymne, devise, graphisme des billets de banque devront être recherchés en commun pour exprimer l’identité kanak et le futur partagé entre tous ».

Le Comité des signataires et l'État français sont les garants de la mise en œuvre de l'Accord.

### La levée du double drapeau
Le Comité de Pilotage des Signes Identitaires mis en place par le Gouvernement de la Nouvelle-Calédonie en 2007 a fait son office en ce qui concerne l'hymne, la devise, et la graphie des billets de banque; en revanche il n'a pas abouti sur la recherche du drapeau du pays.
Le 17 juillet 2010, sur une initiative de Pierre Frogier (RUMP), à la suite du vœu du Congrès de la Nouvelle-Calédonie, et en dehors de toute consultation populaire, étaient levés officiellement côte à côte le drapeau français et le drapeau Kanaky-FLNKS en présence des autorités locales et des représentants de l'État français (Premier Ministre et Haut-commissaire).

## Bases et objectifs du Collectif
À la suite de la levée du double drapeau, des citoyens d'horizons variés se réunissent et analysent la situation ainsi :
- Ils déterminent comme insatisfaisante en regard de l'Accord et des signes identitaires la « solution imposée » des deux drapeaux ;
- Ils constatent d'une part le succès du Comité de Pilotage des Signes Identitaires sur l'hymne et la devise, et d'autre part son échec pour aboutir, dans le même temps, sur le drapeau ;
- Ils constatent l'échec du Comité des signataires par rapport aux attentes de la population, et celui de l'État français en tant que garant quant à l'application de l'Accord.

Ils fondent le Collectif pour un Drapeau Commun et entament des démarches auprès de la population et des autorités visant à ce que soit relancée la recherche commune du drapeau, et son aboutissement.
Au travers les valeurs du « destin commun et du futur partagé entre tous », la position « accordiste » et « apolitique » du mouvement fait qu'il a vocation à rassembler toutes tendances politiques et communautaires, tout en s'interdisant de devenir un parti politique.